# VSV EC 2009/10
Sezona 2009/10 je bila za klub VSV EC 33. sezona v najvišji kategoriji avstrijskega hokeja na ledu - Avstrijski hokejski ligi. Domače tekme so igrali v beljaški Stadthalle. Redni del se je začel 11. septembra 2009.

## Redni del Avstrijske hokejske lige

### Končna lestvica
| #   | Klub                      | OT | Z  | PP | P  | GR  | T  |
| --- | ------------------------- | -- | -- | -- | -- | --- | -- |
| 1.  | Graz 99ers                | 54 | 36 | 5  | 18 | +65 | 77 |
| 2.  | EC Red Bull Salzburg      | 54 | 33 | 5  | 21 | +45 | 71 |
| 3.  | Vienna Capitals           | 54 | 3  | 4  | 21 | +37 | 70 |
| 4.  | EHC Black Wings Linz      | 54 | 30 | 9  | 24 | +26 | 69 |
| 5.  | VSV EC                    | 54 | 29 | 2  | 25 | -12 | 60 |
| 6.  | Alba Volán Székesfehérvár | 54 | 25 | 7  | 29 | -19 | 57 |
| 7.  | EC KAC                    | 54 | 27 | 3  | 27 | +7  | 57 |
| 8.  | KHL Medveščak             | 54 | 25 | 7  | 29 | -22 | 57 |
|     |                           |    |    |    |    |     |    |
| 9.  | HK Acroni Jesenice        | 54 | 16 | 7  | 38 | -57 | 39 |
| 10. | HDD Tilia Olimpija        | 54 | 16 | 5  | 38 | -70 | 37 |

## Postava
| Vratarji | Vratarji | Vratarji           | Vratarji    | Vratarji           | Vratarji |
| -------- | -------- | ------------------ | ----------- | ------------------ | -------- |
| #        |          | Igralec            | Boljša roka | Kraj rojstva       |          |
| 29       | Avstrija | Bernhard Starkbaum | leva        |                    |          |
| 33       | Avstrija | Manuel Skacal      | leva        |                    |          |
| 35       | Avstrija | Gert Prohaska      | leva        | Friesach, Avstrija |          |

| Branilci | Branilci | Branilci              | Branilci    | Branilci                 | Branilci |
| -------- | -------- | --------------------- | ----------- | ------------------------ | -------- |
| #        |          | Igralec               | Boljša roka | Kraj rojstva             |          |
| 2        | Kanada   | Michael Martin        | desna       |                          |          |
| 4        | Kanada   | Michael Stewart       | leva        | Calgary, Alberta, Kanada |          |
| 6        | Avstrija | Gerhard Unterluggauer | leva        | Beljak, Avstrija         |          |
| 19       | Avstrija | Stefan Bacher         | leva        |                          |          |
| 20       | Kanada   | Mickey Elick          | leva        | Calgary, Alberta, Kanada |          |
| 22       | Avstrija | Thomas Pfeffer        | leva        | Zell am See, Avstrija    |          |
| 38       | Avstrija | Marco Zorec           | leva        | Beljak, Avstrija         |          |

| Napadalci | Napadalci | Napadalci         | Napadalci | Napadalci   | Napadalci                            | Napadalci |
| --------- | --------- | ----------------- | --------- | ----------- | ------------------------------------ | --------- |
| #         |           | Igralec           | Položaj   | Boljša roka | Kraj rojstva                         |           |
| 8         | Avstrija  | Roland Kaspitz    | C         | leva        |                                      |           |
| 9         | Avstrija  | Christian Ban     | F         | leva        | Celovec, Avstrija                    |           |
| 11        | Avstrija  | Nico Toff         | F         | leva        |                                      |           |
| 12        | Avstrija  | Michael Raffl     | F         | leva        |                                      |           |
| 13        | Avstrija  | Benjamin Petrik   | F         | desna       |                                      |           |
| 21        | Avstrija  | Nikolas Petrik    | F         | leva        | Beljak, Avstrija                     |           |
| 23        | Švedska   | Mikael Wahlberg   | C         | desna       | Uppsala, Švedska                     |           |
| 24        | Avstrija  | Günther Lanzinger | F         | leva        | Beljak, Avstrija                     |           |
| 26        | Avstrija  | Christof Martinz  | C         | desna       | Beljak, Avstrija                     |           |
| 27        | Avstrija  | Wolfgang Kromp    | RW        | leva        | Beljak, Avstrija                     |           |
| 37        | Avstrija  | Andreas Kristler  | LW        | leva        | Lienz, Avstrija                      |           |
| 71        | Kanada    | Kiel McLeod       | C         | desna       | Kelowna, Britanska Kolumbija, Kanada |           |
| 85        | Avstrija  | Philipp Pinter    | F         | desna       | Beljak, Avstrija                     |           |
| 86        | Kanada    | Jonathan Ferland  | RW        | desna       | Ste-Marie-du-Beauce, Québec, Kanada  |           |

## Trener
| Trenerska statistika | Trenerska statistika | Trenerska statistika | Trenerska statistika | Trenerska statistika | Trenerska statistika |              |
| -------------------- | -------------------- | -------------------- | -------------------- | -------------------- | -------------------- | ------------ |
|                      | Trener               | Prva tekma v klubu*  | Zadnja tekma v klubu | Zmag                 | Porazov              | Kraj rojstva |
| Švedska              | Johan Strömwall      | 11. september 2009   | trenutni trener      |                      |                      |              |

* Pod prva tekma v klubu je navedena prva tekma tega trenerja v tekmovanju, torej Avstrijski hokejski ligi. Pripravljalne tekme so izvzete.